# Colletes noskiewiczi
Colletes noskiewiczi är en biart som beskrevs av Cockerell 1942. Colletes noskiewiczi ingår i släktet sidenbin, och familjen korttungebin. Inga underarter finns listade i Catalogue of Life.